# 패트릭 멀둔

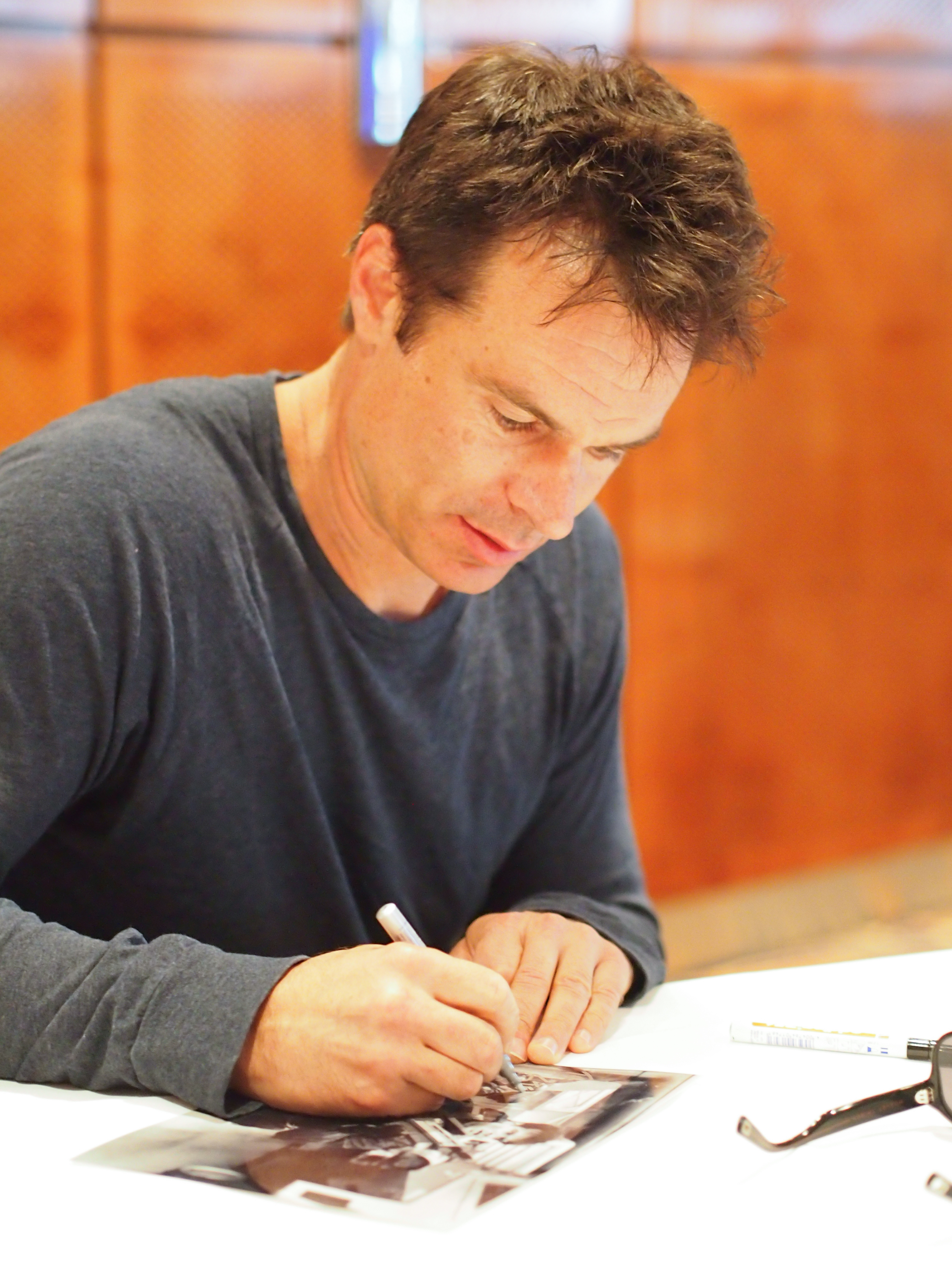

패트릭 멀둔(Patrick Muldoon, 1968년 9월 27일 ~ )은 미국의 가수, 배우, 영화 제작자, 모델이다.
샌피드로에서 태어났다.

## 출연 작품
- 뱅퀴시 (2021년) - 먼로 요원 역
- 세이빙 크리스마스 (2017년)
- 보이프렌드 킬러 (2017년)
- 로보-독: 에어본 (2017년)
- 어 도그 & 포니 쇼 (2016년)
- 로보독 (2015년)
- 뱃지 오브 아너 (2015년)
- 더 도그 후 세이브드 썸머 (2015년)
- 페이션트 킬러 (2015년)
- 홀리데이 로드 트립 (2013년)
- 인크레더블 스파이더 (2013년) - 제이슨 역
- All About Christmas Eve (2012) - 티노 역
- 본 투 라이드 (2011년)
- 라스트 윌 (2011년)
- 리포 (2010년)
- 신밧드의 7대 모험 (2010년)
- 스팀 익스페리먼트 (2009년)
- 크리스마스 타운 (2008년)
- 아이스 스파이더 (2007년) - 댄 대쉬 대시엘 역
- 미라클 독스 투 (2006년) - 닥터 제프 역
- 보이프렌드 포 크리스마스 (2004년)
- 블랙우즈 (2002년)
- 하트 오브 아메리카 (2002년)
- 프로젝트 바이퍼 (2002년)
- 크림슨 코드 (2000년)
- 체인 오브 커맨드 (2000년)
- 스티그마타 (1999년)
- 어라이벌 2 (1998년)
- 위키드 (1998년)
- 블랙 캣 런 (1998년)
- 스타쉽 트루퍼스 (1997년) - 잰더 바칼로 역
- 더블 플레이 (1996년) - 팀 폴크너 역
- 분노의 집행자 2 (1993년) - 토미 역

### 텔레비전
- 베이사이드 얄개들 (1989년)
- 우리 생애 나날들 (1965년)